# Музей колоколов (Валдай)
Музей колоколов находится в городе Валдае Новгородской области на улице Труда в памятнике архитектуры XVIII века церкви Великомученицы Екатерины. С момента открытия входит в состав Новгородского государственного объединённого музея-заповедника (НГОМЗ).

## История
Валдайский Музей колоколов был открыт в июне 1995 года в здании памятника республиканского значения Львовской ротонды (она же вышеуказанная церковь Екатерины). До того в ней располагался Краеведческий музей города Валдая. В 1980 году в рамках музея открылась экспозиция «Валдайский колокольчик», которая затем была выделена в отдельный Музей колоколов, ставший первым в России музеем такого рода.
В экспозиции широко представлен материал по истории как самих колоколов, так и технологиям колокольного литья в России и других странах. Рассказывается также о различных приёмах звонарного мастерства. Отдельное внимание уделено истории валдайского колокольчика.
Кроме осмотра экспозиции, посетителям разрешено звонить в некоторые колокола. Музей располагает коллекцией записей наиболее известных колокольных звонов.
Музей проводит также выездные выставки колоколов. Например, в Осташков, Хвойную; выставка к 200-летию поддужного колокольчика прошедшая, кроме самого Валдая, в Великом Новгороде, Чудово, Старой Руссе.

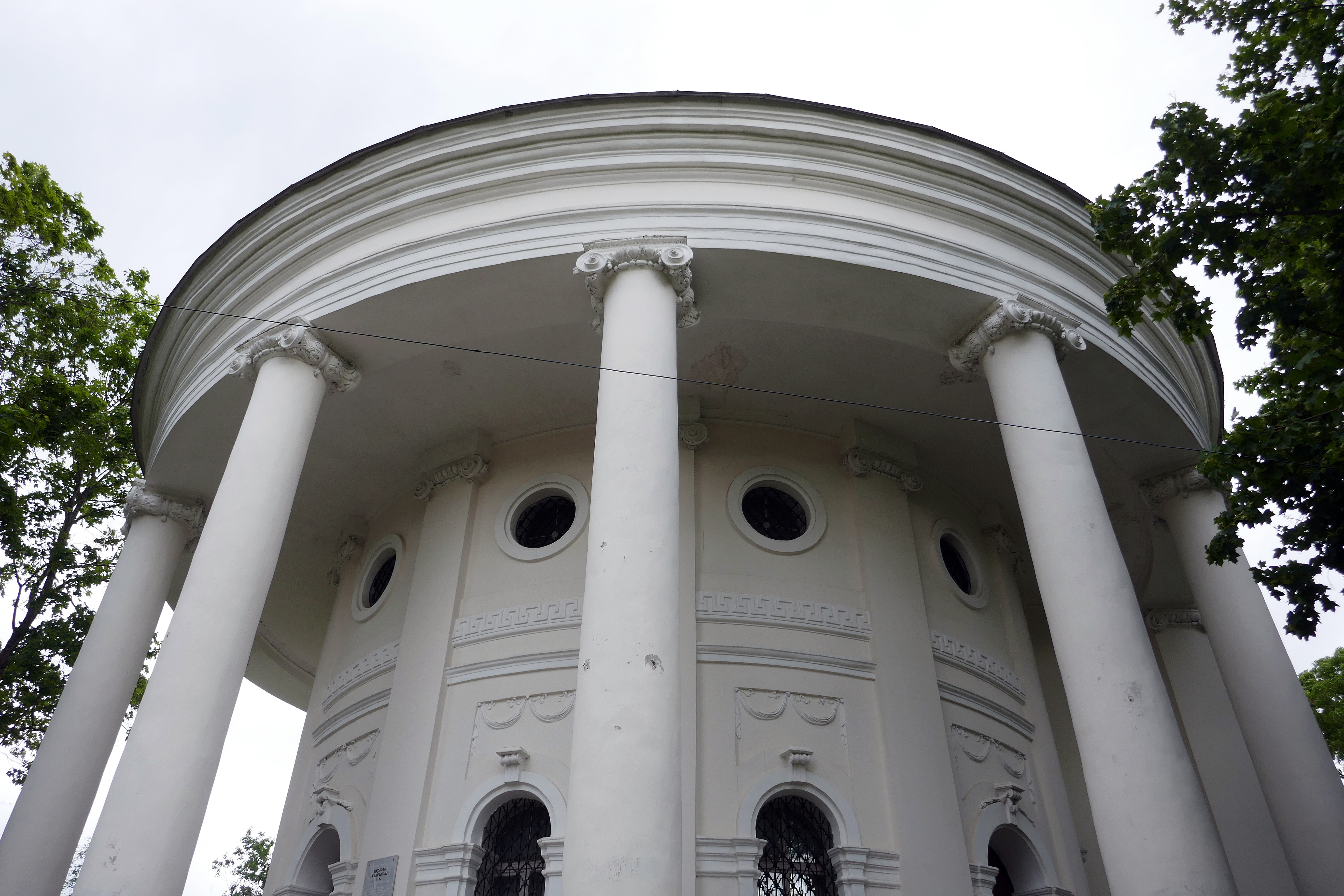
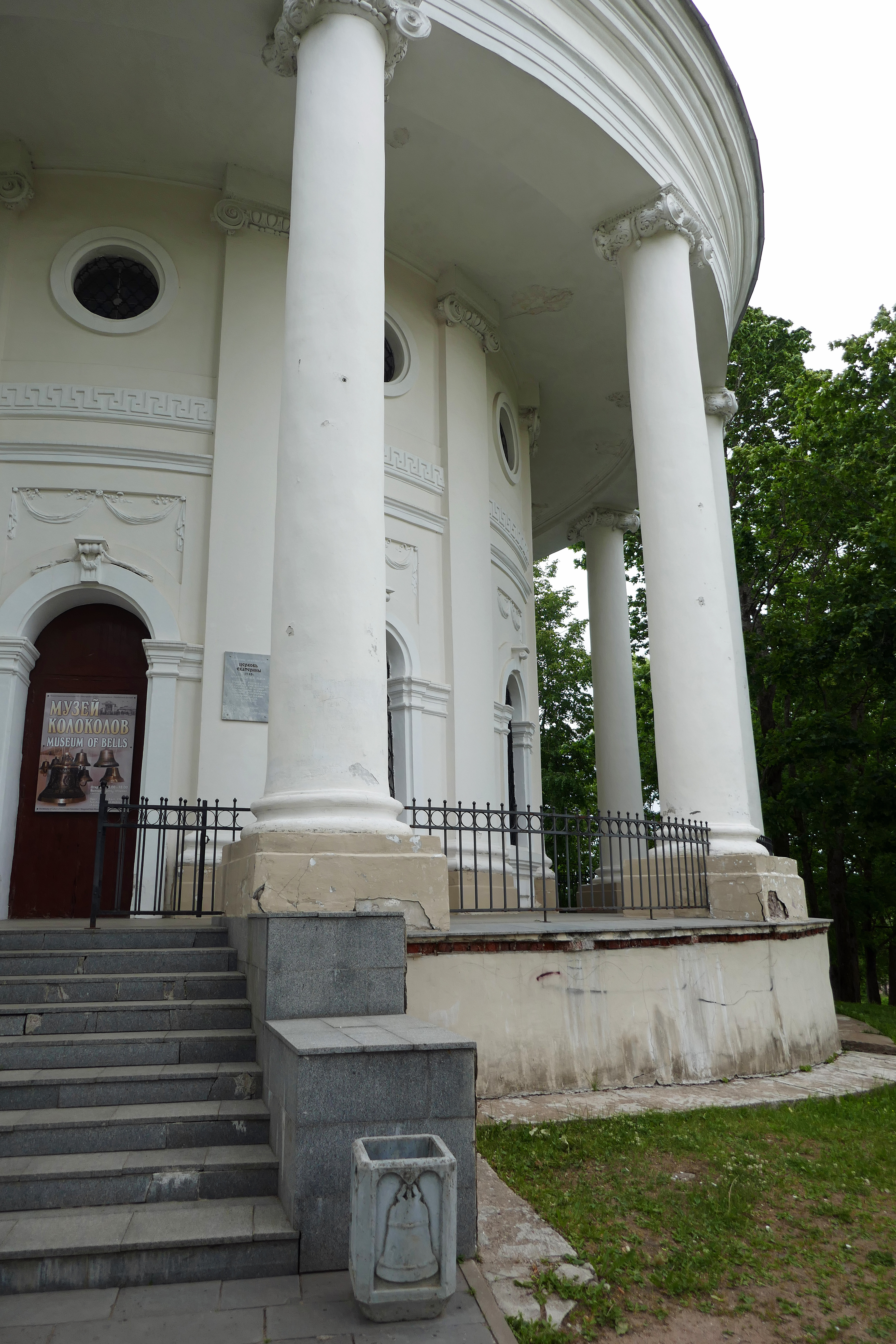
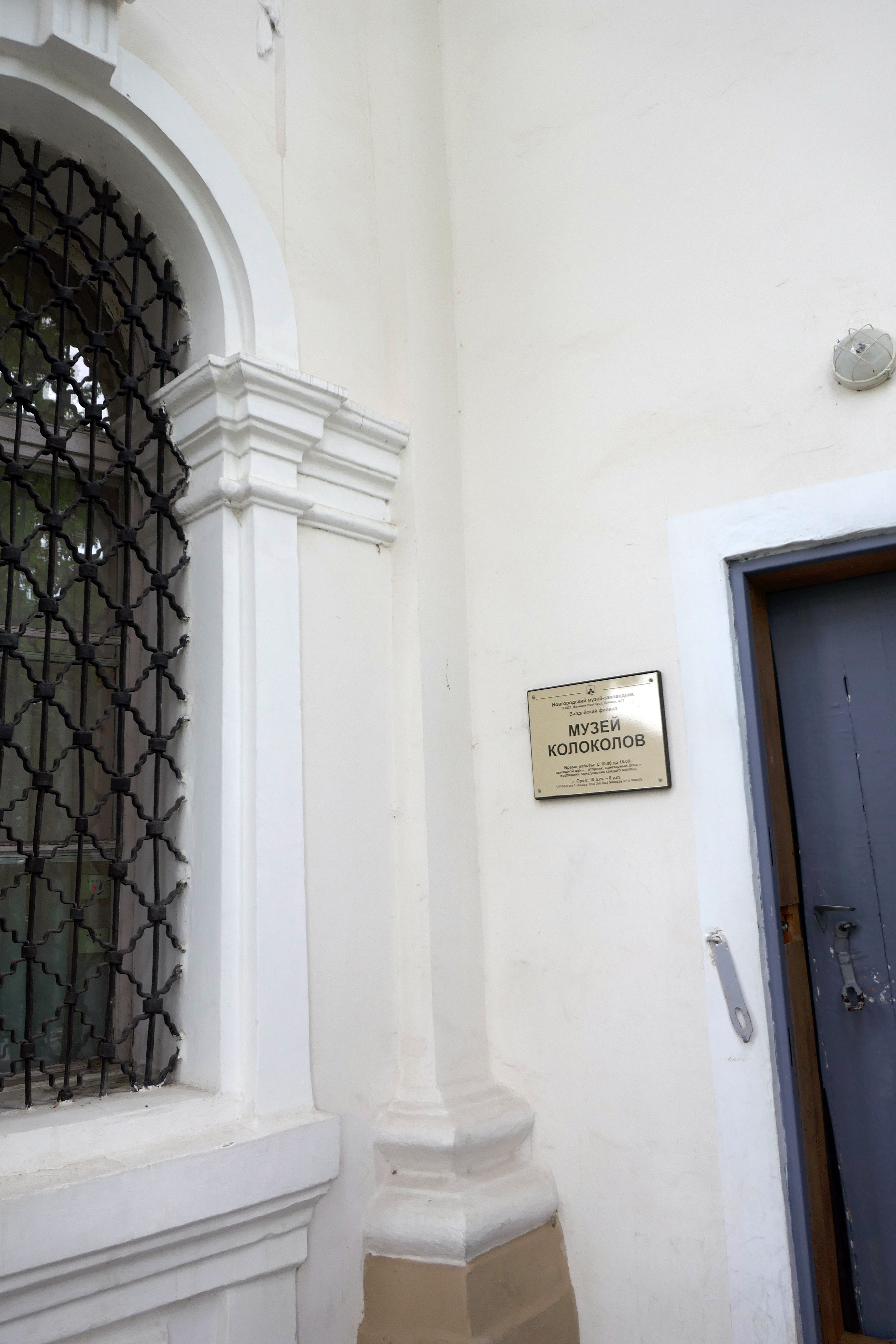
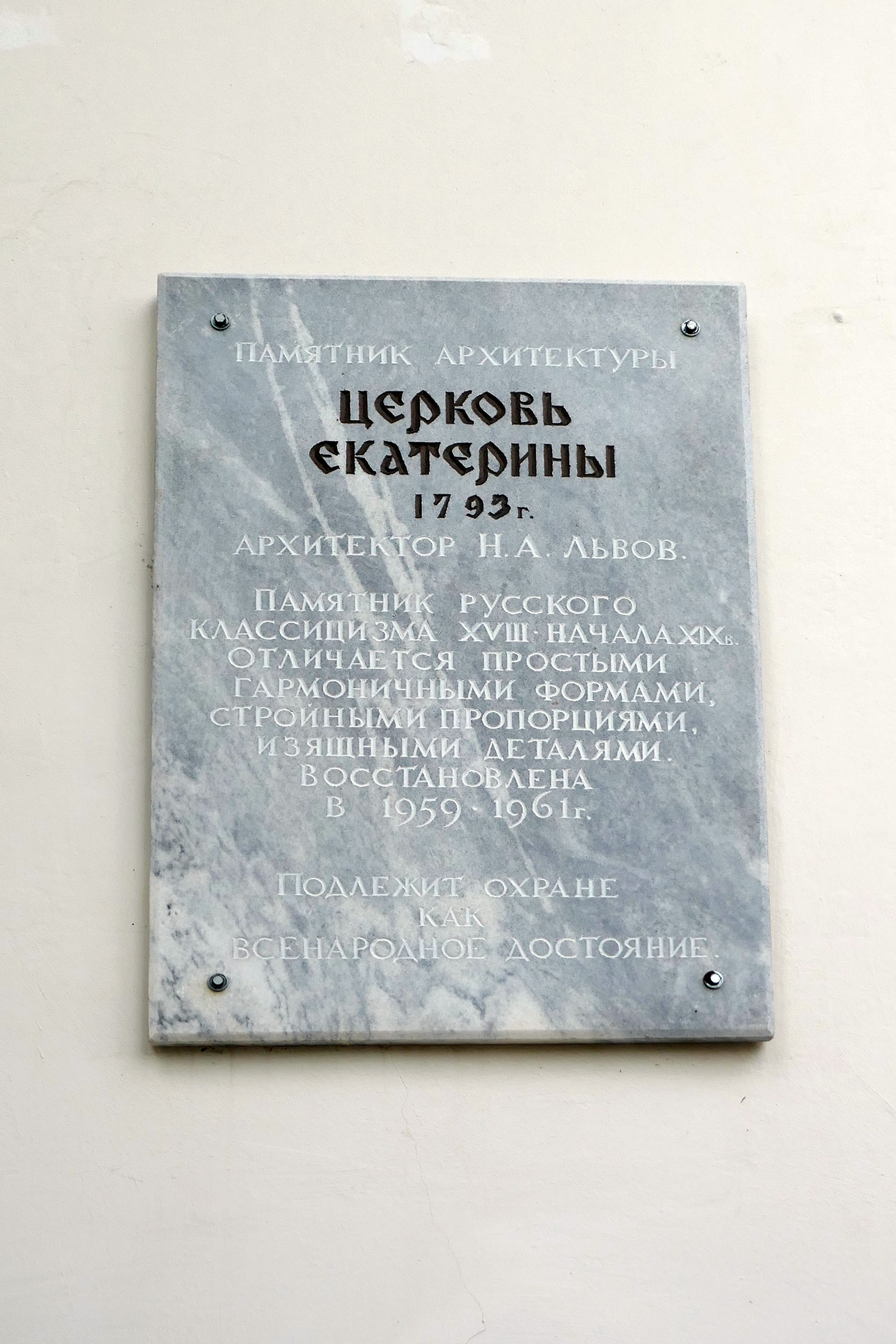

## Коллекция

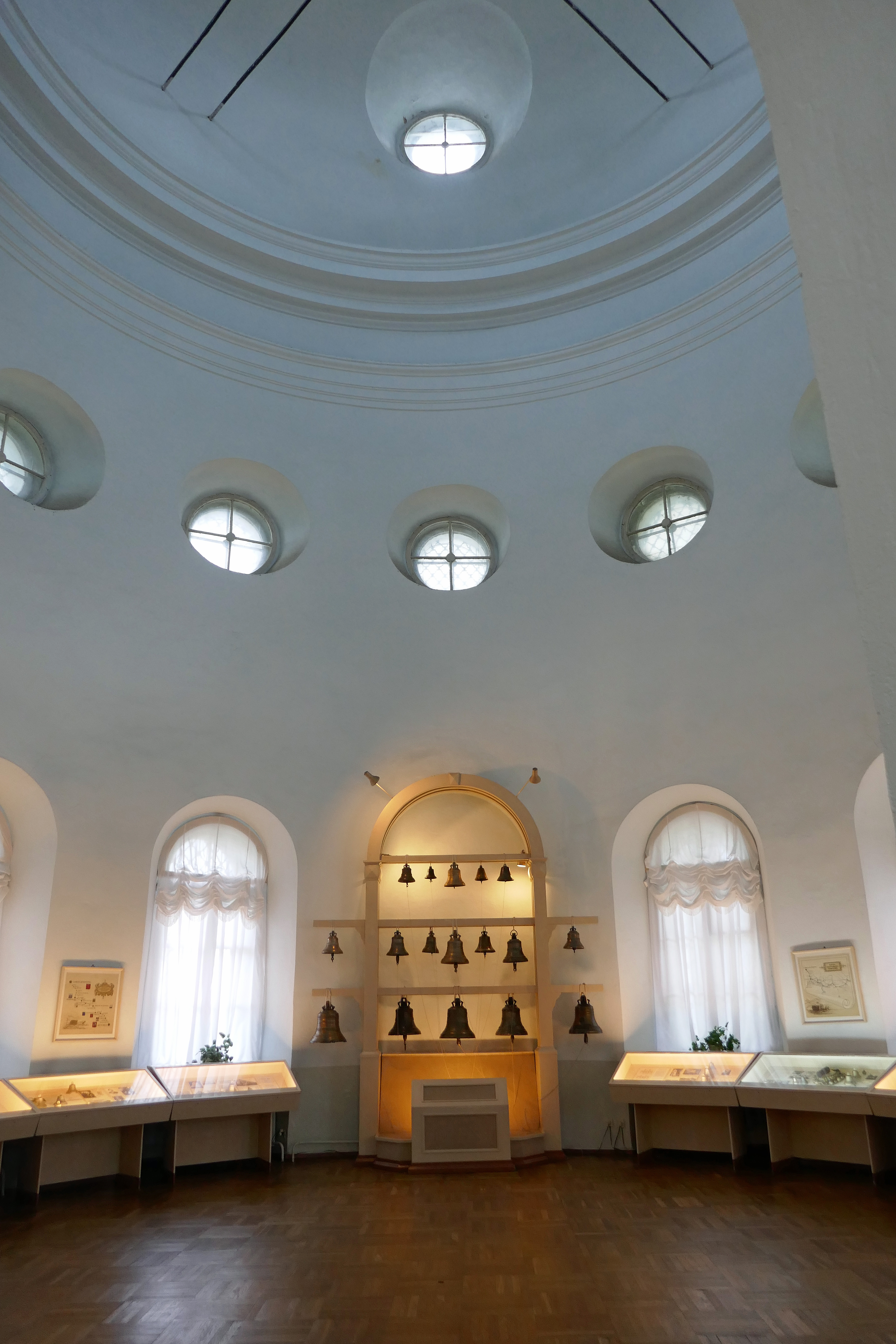
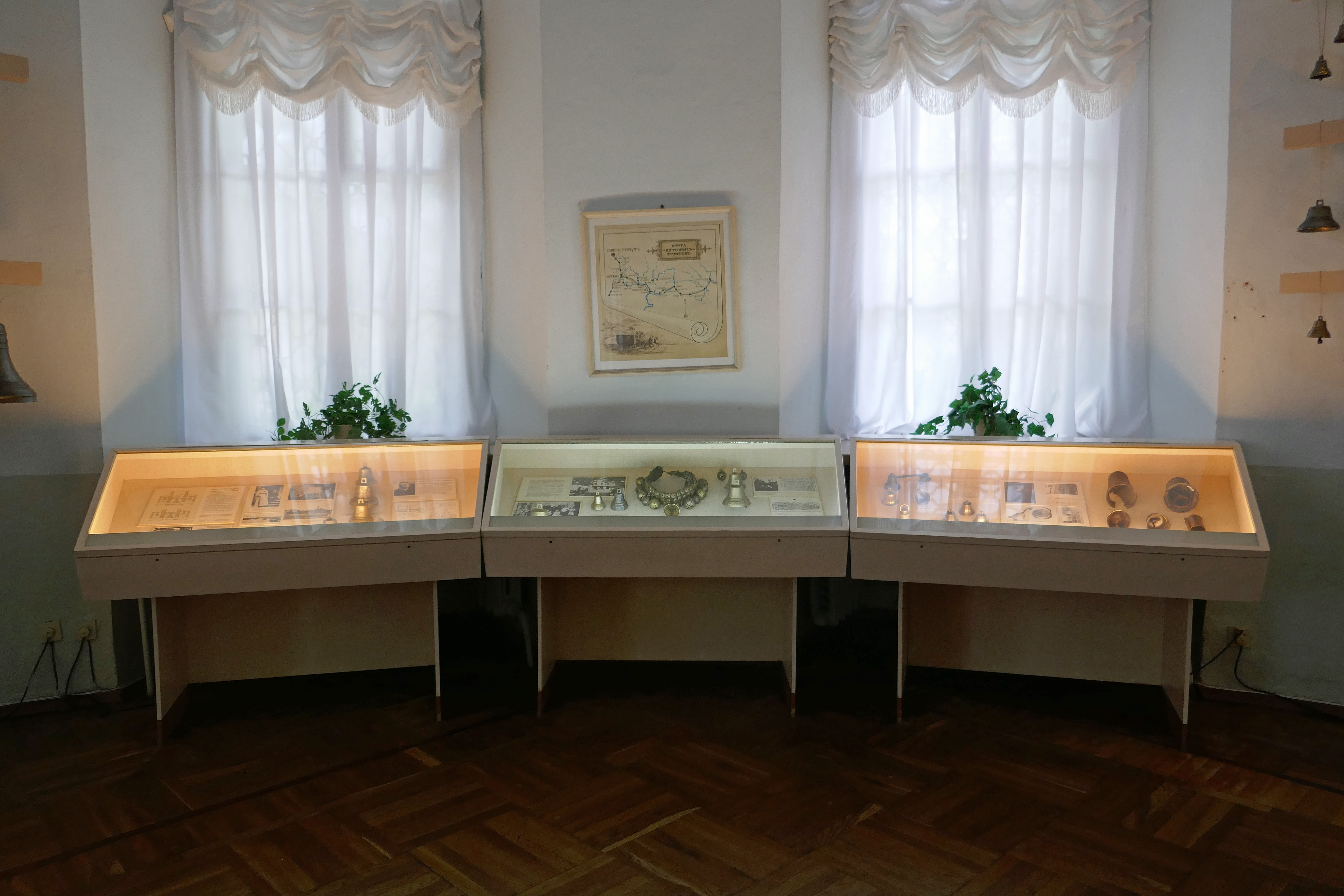
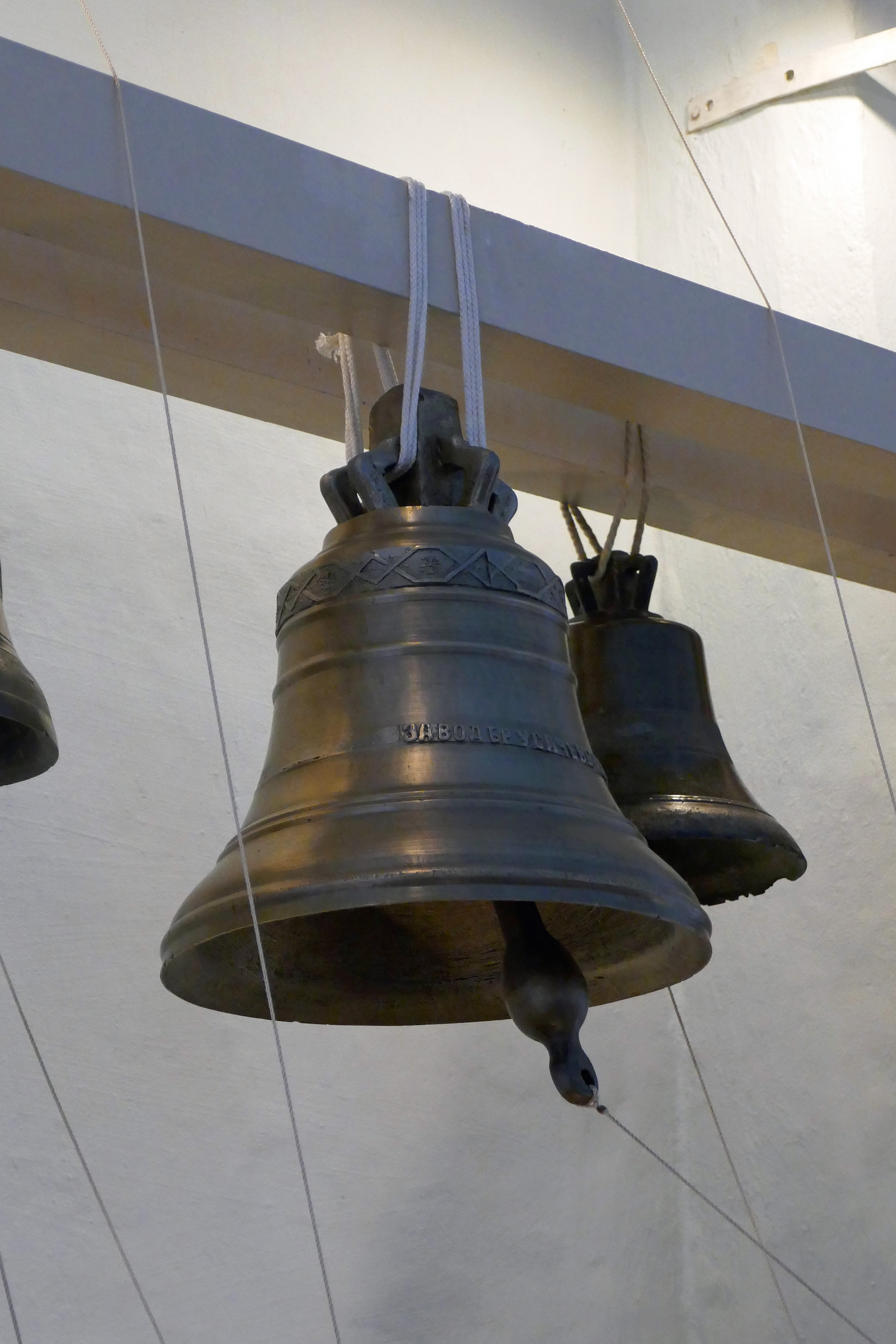
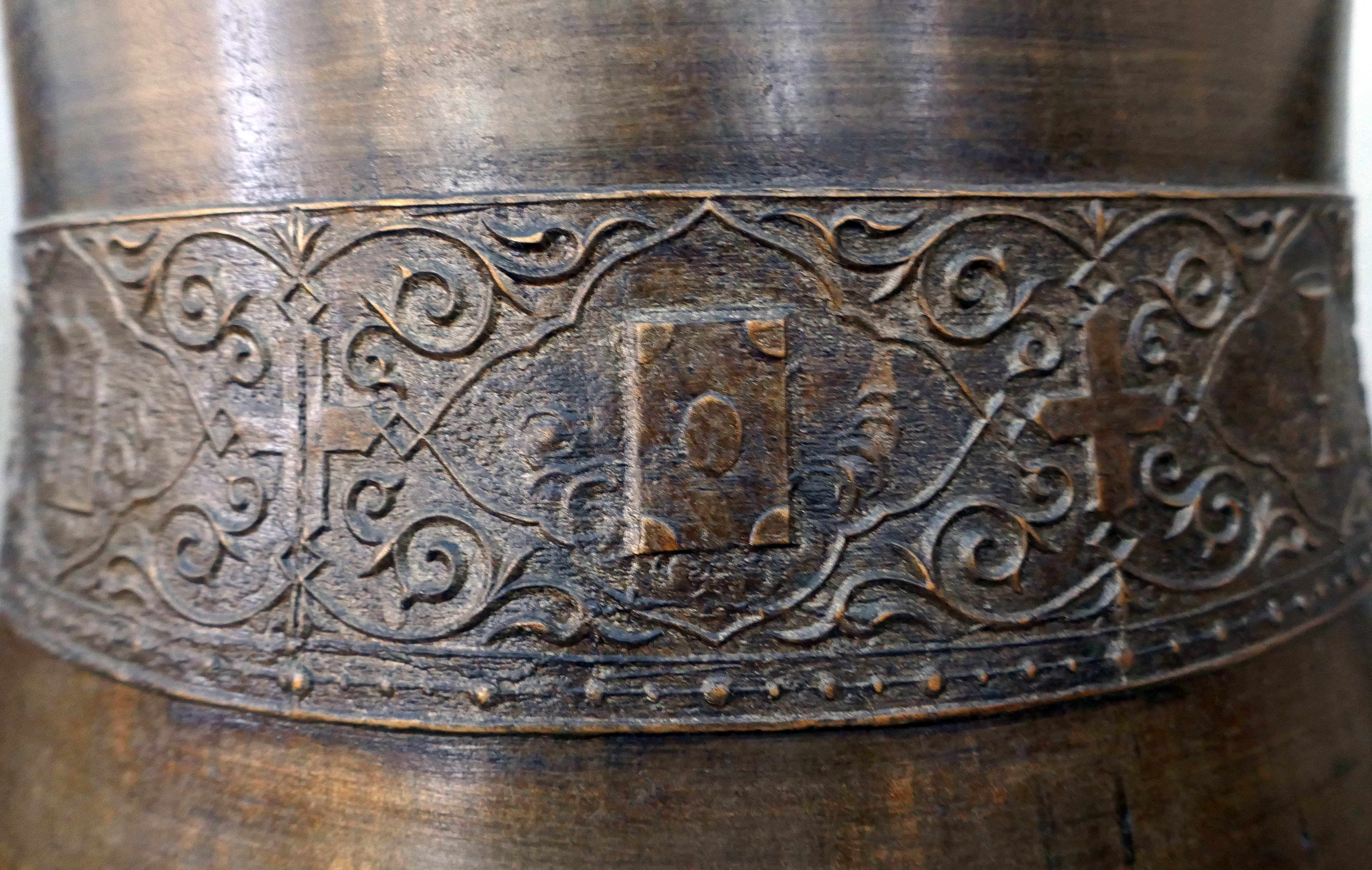
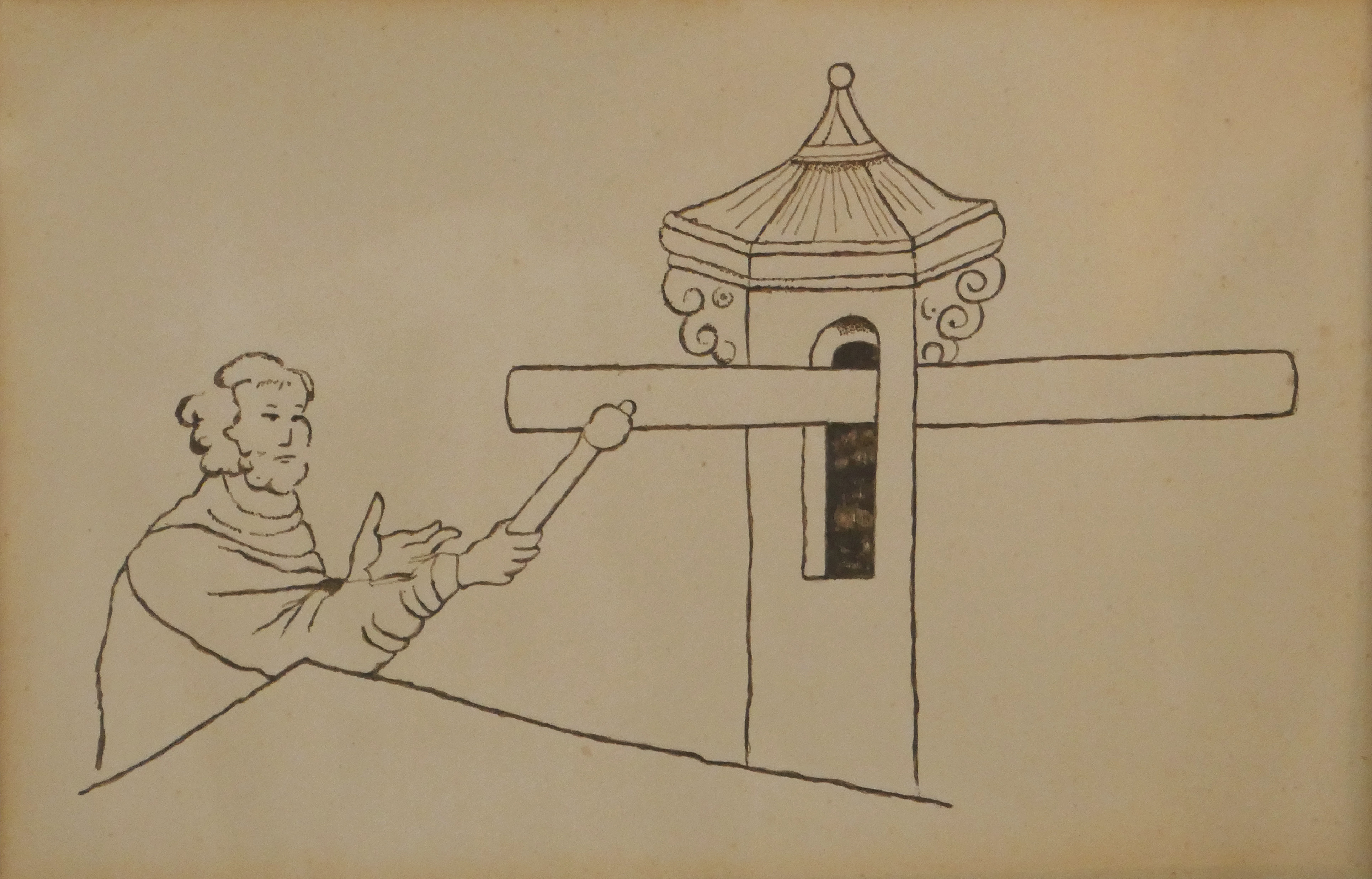